# Matwiej Muranow
Matwiej Konstantinowicz Muranow (ros. Матвей Константинович Муранов; ur. 29 lis.?/11 grudnia 1873 we wsi Rybcy w guberni połtawskiej, zm. 9 grudnia 1959 w Moskwie) – rosyjski rewolucjonista, bolszewik, polityk ZSRR, członek KC RKP(b) (1919–1920).

## Życiorys
Od 1904 członek SDPRR, w latach 1912–1914 deputowany IV Dumy Państwowej Imperium Rosyjskiego, w listopadzie 1914 aresztowany, w 1915 skazany na zesłanie do Turuchańska. Od 16 sierpnia 1917 do 6 marca 1918 członek CK SDPRR(b), od 18 sierpnia do 23 października 1917 członek Ścisłego Składu CK SDPRR(b), od 30 listopada do grudnia 1917 towarzysz ludowego komisarza spraw wewnętrznych RFSRR, w latach 1918–1923 instruktor CK SDPRR(b)/RKP(b), od 23 marca 1919 do 29 marca 1920 członek KC RKP(b). Od 25 marca 1919 do 29 marca 1920 zastępca członka Biura Organizacyjnego KC RKP(b), od 5 kwietnia 1920 do 8 marca 1921 zastępca członka KC RKP(b), od 25 września 1920 do 8 marca 1921 członek Komisji Kontrolnej RKP(b), od 2 kwietnia 1922 do 17 kwietnia 1923 zastępca członka Centralnej Komisji Kontroli RKP(b), od 25 kwietnia 1923 do 26 stycznia 1934 członek Centralnej Komisji Kontroli RKP(b)/WKP(b), w latach 1923–1934 członek Sądu Najwyższego ZSRR, w latach 1934–1939 członek WCIK i Rady Najwyższej RFSRR, następnie na emeryturze.
Odznaczony dwoma Orderami Lenina. Pochowany na Cmentarzu Nowodziewiczym.